# Castillo de Markree

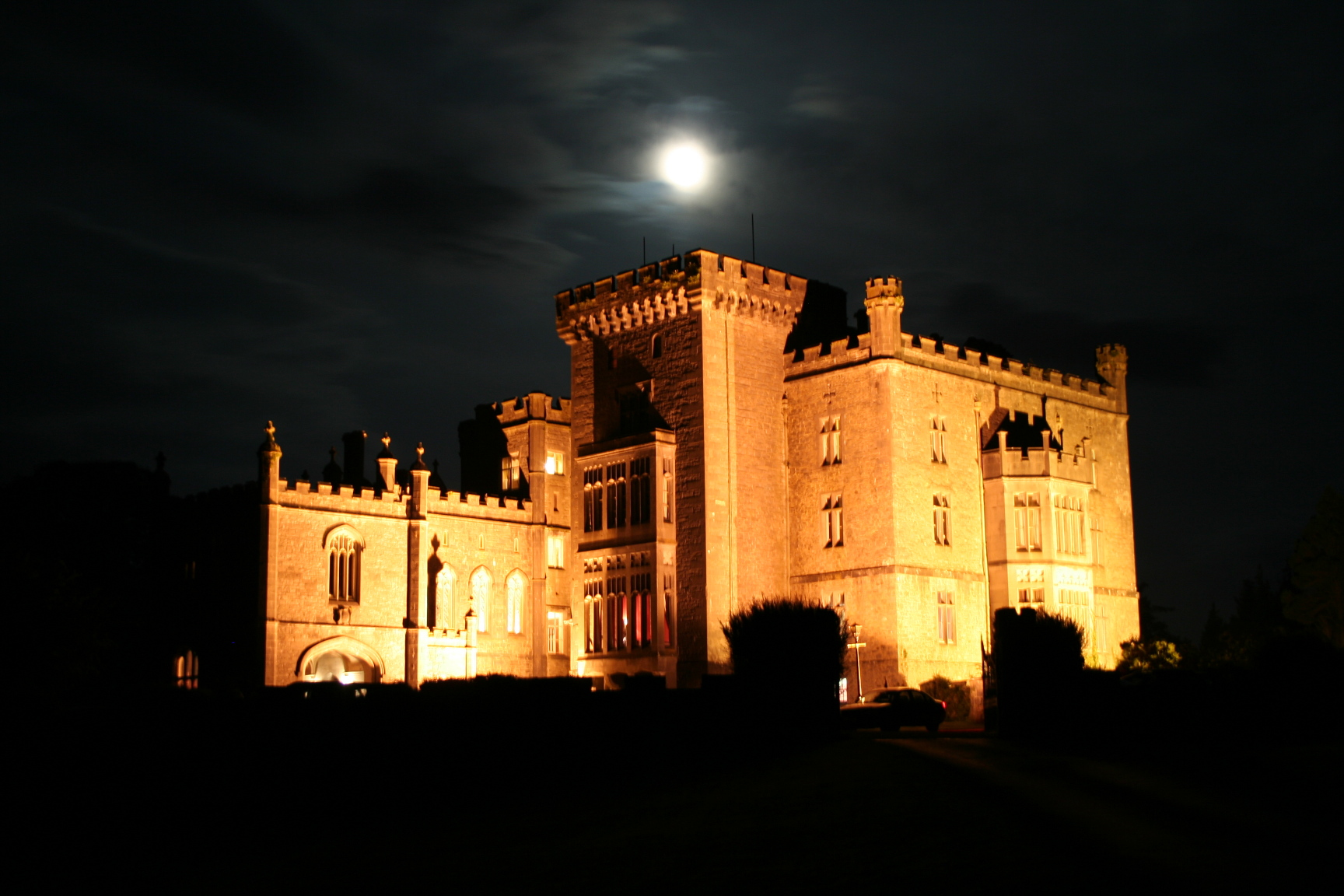
El castillo de Markree, por la noche.

El Castillo de Markree, en Collooney, condado de Sligo, República de Irlanda es la sede ancestral de la familia Cooper. Actualmente es un pequeño hotel familiar. 
En 1663, el cornet Edward Cooper, que sirvió en el ejército de Cromwell cuando derrotó al Clan O'Brien, recibió el castillo de Markree del siglo XIV y las tierras que lo rodeaban. Hasta entonces, había sido un puesto fortificado del clan irlandés McDonagh, que guardaba el paso del río Unsin. En el año 1830 se creó el observatorio Markree en los terrenos del castillo. Durante algunos años, el telescopio de Cooper que se encontraba aquí era el más grande del mundo. El observatorio siguió activo hasta el año 1902. La temperatura más baja registrada en la República de Irlanda, -19.1 °C (-2.4 °F), se registró en el castillo de Markree el 16 de enero de 1881.
Después de la Segunda Guerra Mundial el castillo pasó malos tiempos y quedó vacío y abandonado durante muchos años. En 1988 apareció en la portada de The Vanishing Country Houses of Ireland, como representación del estado de decadencia en que estaban grandes casas de Irlanda en aquella época, hasta que en 1989, Charles Cooper transformó su castillo ancestral en un hotel. Actualmente, el castillo de Markree opera como un hotel administrado por Charles y Mary Cooper, la décima generación de la familia que vivía allí.